# Klaus Eckert (Journalist)
Klaus Eckert ist ein deutscher Journalist und Fernsehmoderator.

## Leben
Eckert war von 1978 bis 1983 Nachrichtensprecher der Nachrichtensendung Tagesschau in der ARD. Seit 1988 ist er als Redakteur von Fernsehbeiträgen beim Wissensmagazin Abenteuer Forschung im ZDF tätig.
Am 8. September 2005 übernahm Eckert die Off-Moderation bei der Verleihung des Carl-Bertelsmann-Preises. On-Moderator war Wolfram Kons. Bis zum 31. Dezember 2008 war er täglich als Sprecher der Radiosendung Sternzeit im Deutschlandfunk um 16:57 Uhr zu hören.
Klaus Eckert starb am 24. Juli 2024 in Köln-Rodenkirchen.